# Manderscheid (powiat Bernkastel-Wittlich)
Manderscheid – miasto uzdrowiskowe w Niemczech, w kraju związkowym Nadrenia-Palatynat, w powiecie Bernkastel-Wittlich, wchodzi w skład gminy związkowej Wittlich-Land. Do 30 czerwca 2014 siedziba gminy związkowej Manderscheid. W 2009 liczyło 1 300 mieszkańców